# Басманов, Владимир Александрович
Влади́мир Алекса́ндрович Басма́нов (27 февраля 1948, Кисловодск — 26 марта 2004, Владимир) — русский художник-график, живописец, искусствовед и педагог. Работал в технике цветной акватинты (разновидность офорта).

## Биография
Родился 27 февраля 1948 года в городе Кисловодске, Ставропольского края. Его мать была медицинским работником, а отец — учителем рисования.
Начальное художественное образование получил в изостудии Дома культуры г. Кисловодска под руководством Т. М. Головко (1960—1967).
Учился на художественно-графическом факультете Карачаево-Черкесского педагогического института (Ставропольский край). Преподаватели — Г. В. Беда, А. С. Хворостов, Г. С. Островский, А. С. Рындин (1967—1972).
За это время была написана дипломная работа «Искусство народов Северного Кавказа» под руководством профессора Г. С. Островского, творческое общение с которым художник поддерживал до конца жизни.
В течение года (1975—1976) проживал в Уфе. Участвовал в открытии художественно-графического факультета в Уфимском Государственном педагогическом институте.
В период с 1976 по 1979 год 1976—1979 проходил обучение в аспирантуре при кафедре живописи Московского государственного педагогического института имени В. И. Ленина под руководством академика В. П. Ефанова, профессора К. М. Максимова, доцента А. С. Пучкова. Во время учёбы в аспирантуре и в последующие годы по заказам журналов «Художник», «Юный художник» и «Искусство» был написан ряд статей, посвященных проблемам формирования цвето-тонального строя в живописи, а также творчеству ряда художников. Несколько статей было опубликовано в сборниках ученых записок.
После переезда в 1979 году во Владимир по распределению, более 20 лет преподавал на художественно-графическом факультете Владимирского государственного педагогического института. Занимался творческой работой.
В 1980 году защитил диссертацию на тему «Тоновой и цветовой контрасты и методы их использования в обучении живописи». Присвоено научное звание «Кандидат педагогических наук».
Член Союза художников СССР с 1985 года. Присвоено ученое звание доцента. Заслуженный художник РФ с 1997 года.
Является лауреатом премий на международных выставках в Польше, Канаде, Испании и России (1994—1997).
В 1998 году преподавал в школе академического рисунка в г. Сент-Этьен (Франция). С его помощью были составлены учебные программы для начинающих акварелистов на двухгодичный курс обучения.
Произведения художника находятся в ОЦИИ г. Владимира, Государственном Владимиро-Суздальском историко-художественном и архитектурном музее-заповеднике (Владимир), в ММСИ, в музеях Новгорода, Ростова-на-Дону, Тулы, Тюмени, в галереях и частных собраниях в России, Австралии, Австрии, Великобритании, Венгрии, Германии, Греции, Голландии, Израиле, Индии, Испании, Италии, Латвии, Норвегии, Польше, США, Украины, Франции, Чехии, Швейцарии, Южной Кореи, Японии.
26 марта 2004 года скончался во Владимире. Похоронен на кладбище «Улыбышево».

## Творчество
По выражению художника: «Я считаю, что работа в искусстве — не столько собственное творчество художника, сколько служение творцу. Если художник осознал это, можно считать, что он в меру своих возможностей занимается творчеством. Считаю, что, вглядевшись в себя, распознав свои сильные и слабые стороны, должен положить все силы на реализацию своего положительного потенциала. Главное — насколько полно ты раскрываешься как художник».
«Басманов развивался не однолинейно, а в разных направлениях, однако вектором этих исканий служит сильное и по-своему выраженное лирическое начало, неравнодушие художника, не переходящее при этом в непредсказуемое своеволие, но оставляющееся в пределах объективного мировосприятия. Эволюция художника, на мой взгляд, в его устремленности к отточенной лаконичности изобразительного языка, неразъемному единству пейзажной лирики с обостренным ощущением эпической природы пространства. И эта не показная, не декларативная, но изначальная, органическая эпичность воспринимается структурообразующей константой художественного образа, величавость которого приобретает порой символическое звучание» — Г. Островский, доктор искусствоведения, профессор.
Художник работал в редкой технике цветной акватинты (разновидность офорта), в которой произведения отличались выразительностью и глубиной тонов, мерцательностью и бархатистостью поверхностей. При этом была выдержана четкость и строгая лаконичность композиции. Помимо графики писал в технике масляной живописи, пастели.

## Семья
Жена — Татьяна Михайловна Басманова, член владимирского городского клуба «Музы художников». В 1975 году родилась их дочь Инна.

## Память
В 2006 году в МСИД г. Ростов-на-Дону прошла персональная выставка В. А. Басманова.
В 2014 году в Областном центре пропаганды изобразительного искусства во Владимире состоялась выставка памяти В. А. Басманова.
В 2018 году в Детской художественной школе г. Владимире была открыта выставка памяти Владимира Басманова, приуроченная к 70-летнему юбилею художника.